# Aeropuerto Máximo Gómez
El Aeropuerto Máximo Gómez (IATA: AVI, OACI: MUCA) es un aeropuerto regional en la Provincia de Ciego de Ávila de Cuba, el cual presta servicio a la ciudad de Ciego de Ávila.

## Historia
El aeropuerto lleva el nombre de Máximo Gómez, un Mayor General de la Guerra de los Diez Años (1868–1878) y el General en Jefe del Ejército Mambí cubano en la Guerra Necesaria (1895–1898). 
Recibía vuelos mayormente de Canadá, durante la década de 1990, con turistas que se dirigían al importante destino turístico de Cayo Coco, en la costa norte de la provincia. 
Desde la construcción del Aeropuerto Internacional de Jardines del Rey, en 2002, el Aeropuerto Máximo Gómez comenzó a recibir solamente vuelos nacionales desde otras provincias cubanas, principalmente La Habana.